# Tomáš Čvančara
Tomáš Čvančara, né le 13 août 2000 à Neratovice en Tchéquie, est un footballeur tchèque qui évolue au poste d'avant-centre à Antalyaspor, en prêt du Borussia Mönchengladbach.

## Biographie

### En club
Né à Neratovice en Tchéquie, Tomáš Čvančara est formé par le Slavia Prague. Il rejoint ensuite le FK Jablonec. Il joue son premier match en professionnel avec ce club le 11 mars 2018 contre le FC Baník Ostrava, en championnat. Il entre en jeu et son équipe s'impose par deux buts à zéro. En janvier 2019 il rejoint le club italien de l'Empoli FC sous forme de prêt.
Après une première partie de saison 2021-2022 très convaincante avec le FK Jablonec, étant notamment l'auteur de neuf buts toutes compétitions confondues, Čvančara est très courtisé pendant la trêve hivernal par les deux clubs phares de Prague, le Sparta et le Slavia.
Le 20 décembre 2021, est annoncé le transfert de Tomáš Čvančara au Sparta Prague.
Le 14 juillet 2023, Tomáš Čvančara rejoint l'Allemagne afin de s'engager en faveur du Borussia Mönchengladbach. Il signe un contrat courant jusqu'en juin 2028.
Čvančara se fait remarquer dès son premier match pour son nouveau club, le 11 août 2023 face au TuS Bersenbrück (en) en coupe d'Allemagne en marquant deux buts et en délivrant une passe décisive, permettant à son équipe de s'imposer par sept buts à zéro,.
Le 26 juillet 2025, Tomas Cvancara est prêté à Antalyaspor pour une durée d'un an et un montant de 750 000 euros.

### En sélection
Tomáš Čvančara représente la Tchéquie en sélection. Il commence avec les moins de 17 ans, jouant au total onze matchs et marquant quatre buts entre 2017 et 2018.
Tomáš Čvančara joue son premier match avec l'équipe de Tchéquie espoirs contre l'Angleterre, le 11 novembre 2021. Il est titularisé lors de cette rencontre qui se solde par la défaite des siens (3-1). Cinq jours plus tard, pour sa deuxième sélection, il est titulaire et inscrit son premier but avec les espoirs, contre la Slovénie. Les deux équipes se neutralisent ce jour-là (1-1).
En mars 2023, Tomáš Čvančara est convoqué pour la première fois avec l'équipe nationale de Tchéquie. Il honore sa première sélection lors de ce rassemblement, le 24 mars 2023, face à la Pologne. Titularisé, il marque après trois minutes de jeu, et contribue à la victoire de son équipe par trois buts à un.